# Alexandre de Serpa Pinto
Alexandre Alberto da Rocha de Serpa Pinto, född 20 april 1846, död 1900, var greve av Serpa Pinto och portugisisk upptäcktsresande i Afrika. 

## Biografi
Alexandre de Serpa Pinto föddes i slottet Polchras vid Dourofloden i Portugal. Han var son till Miguelista José da Rocha Miranda de Figueiredo och hans fru Carlota Cacilda Serpa Pinto. Vid 12 års ålder blev han intagen på Portugals militära college och blev officer vid kavalleriet 1864. Fem år senare skickades hans förband till Angola för att slå ner en revolt vid Zambesifloden. Efter uppdraget bestämde han sig för att utforska inlandet hela vägen österut till Moçambique.

## Expeditioner Angola – Moçambique

### Capelos expedition
Under senare delen av 1800-talet ökade den europeiska konkurrensen om besittningar i Afrika. Därför grundades det Geografiska Sällskapet i Lissabon Sällskapet planerade en större expedition som skulle utgå från Angola och till Kongoflodens källor. Till expeditionens ledare utsågs sjöofficerarna Hermenegildo Capelo och Roberto Ivens. Serpa Pinto fick kännedom om dessa planer och kontaktade Capelo. Han blev antagen eftersom han hade erfarenhet av det inre Angola.
I juli 1877 anlände Capelo, Ivens och Serpa Pinto till Luanda. Samtidigt anlände Stanleys expedition till Kongoflodens mynning efter att ha startat i Zanzibar. Expeditionen hade tagit 2,5 år och kostat 240 afrikanska bärares liv. Det portugisiska uppdraget att utforska Kongofloden var inte längre meningsfullt och dessutom var det omöjligt att få tag i bärare. Capelo bestämde då att utforska floden Cunenes källor och skickade Serpa Pinto till Benguela för att skaffa bärare.
Serpa Pinto fick bara tag i 23 bärare. När Capelo och Ivans anlände ändrades planen åter. Nu skulle de följa den gamla slavleden förbi Bie och utforska Zambesi källor. Serpa Pinto fortsatte att rekrytera bärare men blev sjuk. Senare sammanträffade expeditionen i Kuito och sökte upp den portugisiske handelsmannen Silva Porto för hjälp. Konflikt uppstod och expeditionen splittrades. Capelo och Ivens fortsatte norrut och återvände till Luanda. Serpa Pinto ville söka sig österut och Silva Porto ställde upp som vägvisare.

### Serpa Pintos expedition
I slutet på maj 1878 startade Serpa Pinto och Silva Porto, med 23 bärare och korsade floden Kwanza i juni. Den 24 augusti 1878 kom de fram till Barotseland vid Zambesiflodens övre lopp. Åter blev det bråk och Silva Porto lämnade expeditionen. En fransk missionär, François Coillard tog hand om Serpa Pinto som åter blivit sjuk. Efter tillfrisknande kunde Serpa Pinto färdas floden och anlände till Pretoria via Moçambique i början av 1879.
Serpa Pinto blev den första europén som korsade Afrika från väster till öster. Portugal började därefter arbeta för att knyta ihop Angola med Moçambique. Men det stoppades av Cecil Rhodes.

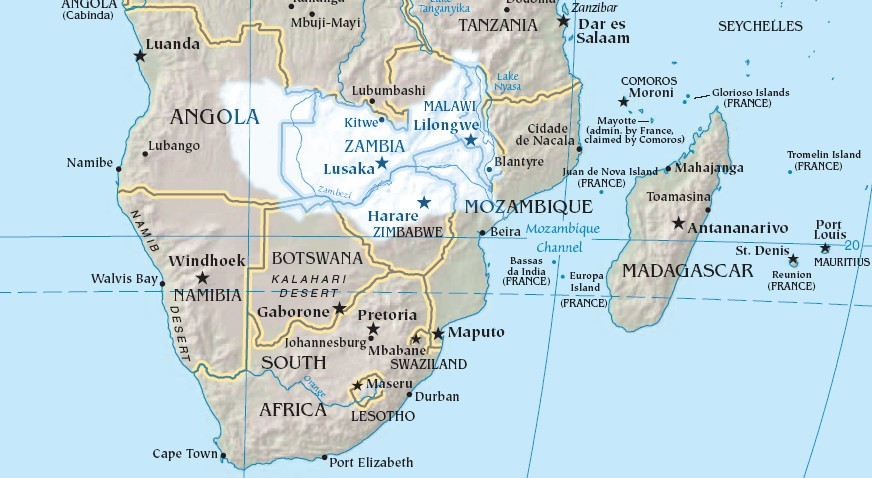
Zambezi och dess avrinningsområde.
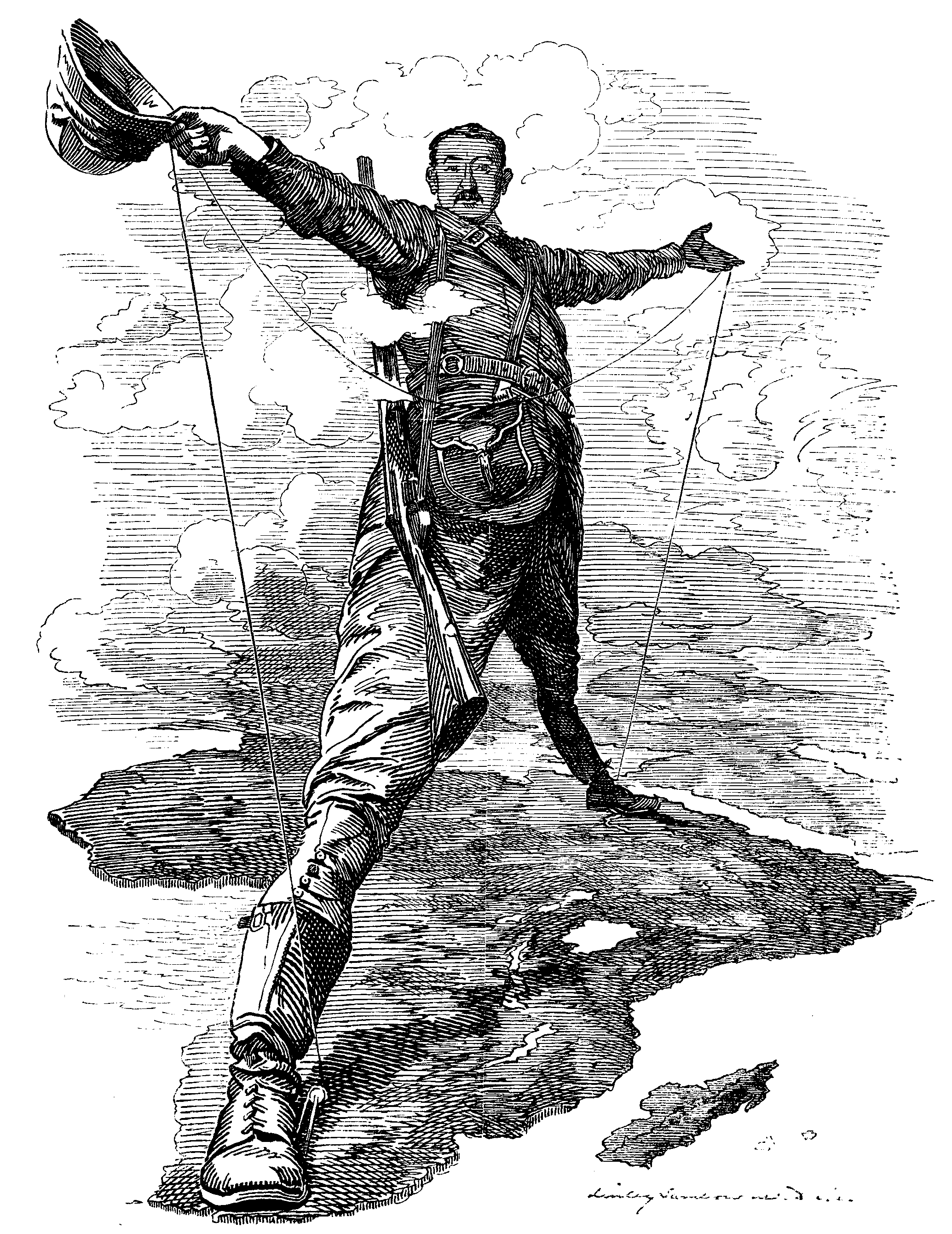
"Kolossen på Rhodos" – Carton i Punch 1892

## Generalguvernör
År 1887 blev Serpa Pinto generalkonsul i Zanzibar och 1887 blev han generalguvernör i Moçambique.